# Pheidole rogeri
Pheidole rogeri är en myrart som beskrevs av Carlo Emery 1896. Pheidole rogeri ingår i släktet Pheidole och familjen myror. Inga underarter finns listade i Catalogue of Life.